# Восемнадцатое
Восемнадцатое — озеро на юго-западе полуострова Камчатка. Расположено на территории Усть-Большерецкого района Камчатского края России.
Находится на сильно заболоченной равнине в междуречье Опалы и Голыгина.
Площадь зеркала 5,54 км², водосборная площадь 84,5 км².